# Loutrá Vólvis
Loutrá Vólvis, en grec moderne : Λουτρά Βόλβης, ou Loutrá Néas Apollonías (Λουτρά Νέας Απολλωνίας), est un village du dème de Vólvi, district régional de Thessalonique, en Macédoine-Centrale, Grèce.
Selon le recensement de 2011, la population du village s'élève à 54 habitants.